# Ongelovig: Vrijdenkers op de Vlucht
Ongelovig: Vrijdenkers op de Vlucht is een documentaire uit 2016 over de situatie van ongelovigen, vooral afvallige moslims, in Nederlandse asielzoekerscentra (AZC's). De film is geregisseerd door Dorothée Forma voor Human en kwam mede tot stand dankzij het Humanistisch Verbond. Zij is een vervolg op Onder Ongelovigen (2015), die ging over het lot van ex-moslims wereldwijd.

## Samenvatting
In Ongelovig – Vrijdenkers op de vlucht komen vijf ex-moslims en een ex-boeddhist aan het woord die vanwege doodsbedreigingen voor hun ongeloof weg moesten vluchten uit hun land en asiel aanvroegen in Nederland. Zij vertellen dat hun situatie in AZC's vaak erg vergelijkbaar is en in sommige opzichten zelfs erger dan het land waar zij vandaan komen. Medevluchtelingen vragen voortdurend of zij moslim zijn, en zo niet, onder druk gezet om zich tot de islam te bekeren en zich te houden aan islamitische regels, zoals geen alcohol drinken of roken tijdens de ramadan en voor vrouwen om zich kuis te kleden, vooral met een hoofddoek. Zodra de ongelovigen dat weigeren, volgen er discriminatie, sociale uitsluiting en zelfs (doods)bedreigingen, omdat veel moslims vinden dat mensen die de islam de rug toekeren, gedood moeten worden. Dat is vooral moeilijk als ze dag in dag uit in een appartement samen met (een) praktiserende moslim(s) moeten wonen, die bijvoorbeeld elke dag rond 5:00 's morgens vroeg opstaan en hun slapende ongelovige kamergenoten wakker maken met het islamitische ochtendgebed.
De AZC-leiding, het Centraal Orgaan opvang asielzoekers (COA) en de politie hebben vaak weinig begrip voor de situatie van niet-religieuze asielzoekers in kampen en vragen hen vaak om hun ongeloof stil te houden, of te doen alsof ze moslim zijn. Maar de afvalligen hebben nou juist hun religie verlaten en eisen dat in een vrij land als Nederland hun vrijheid van gedachte en vrijheid van meningsuiting worden gerespecteerd. Zij getuigen hierover in een vergadering van een Tweede Kamercommissie.
Boris van der Ham, voorzitter van het Humanistisch Verbond, gaat met hen in gesprek over wat eraan gedaan zou moeten worden. Hij neemt hen ook mee naar het Stadsarchief Amsterdam, waar ze documenten lezen over de Nederlandse Verlichtingsfilosoof Baruch Spinoza, die in 1656 vanwege zijn ongeloof uit de joodse gemeenschap werd verstoten.

## Meewerkenden
- Ayman Ghoujal (uit Syrië)[2]
- Fauzia Ilyas (uit Pakistan)[3]
- Javeed (uit Afghanistan)
- Marina (uit Afghanistan)
- Saikat (uit Bangladesh)[1]
- S(a)yed Gillani (uit Pakistan)[3]

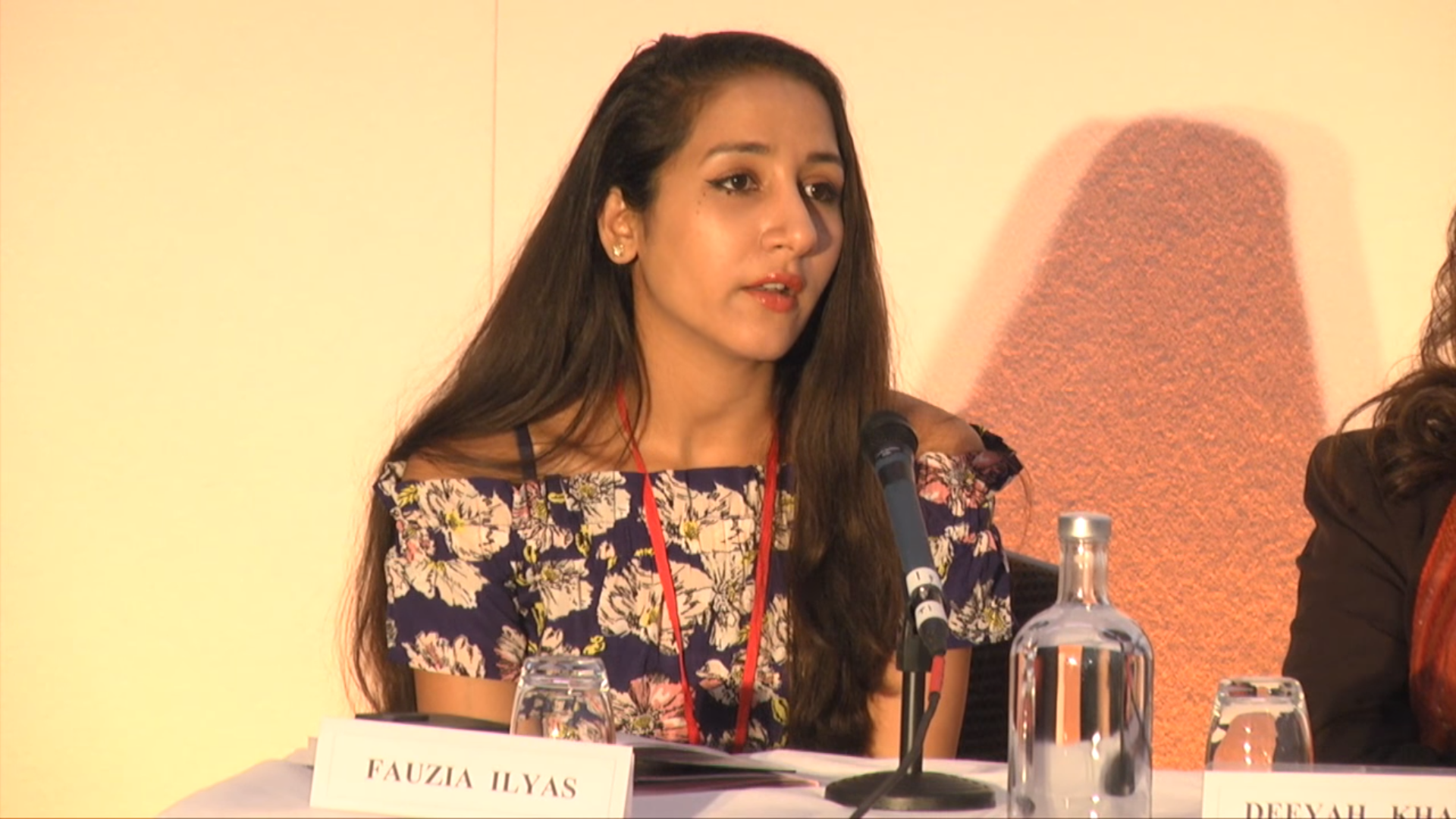
Pakistaanse ex-moslim en activist Fauzia Ilyas vluchtte in 2015 naar Nederland.

- Boris van der Ham (voorzitter Humanistisch Verbond)